# Jan Miner

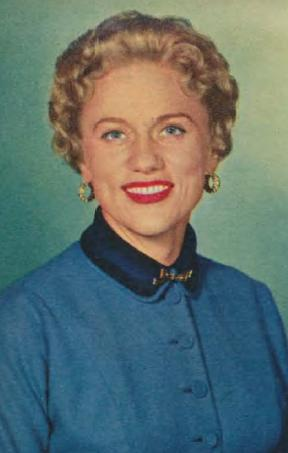

Jan Miner (* 15. Oktober 1917 in Boston; † 15. Februar 2004 in Bethel, Connecticut) war eine US-amerikanische Schauspielerin.

## Leben und Karriere
Zwischen 1949 und 1997 war Jan Miner in insgesamt rund 30 Film- und Fernsehproduktionen zu sehen, oft in Nebenrollen als Hausfrau, Tante oder Krankenschwester. Zu ihren bekannteren Filmauftritten zählen Lenny (1974) neben Dustin Hoffman und Meerjungfrauen küssen besser (1990) an der Seite von Cher und Bob Hoskins. Von 1960 bis 1984 wirkte sie außerdem am Broadway in einem Dutzend Stücke mit. Bekannt wurde sie allerdings in erster Linie durch ihre Verkörperung der Maniküristin Tilly in zahlreichen Werbespots für das Geschirrspülmittel Palmolive („Sie baden gerade Ihre Hände darin.“). Sie spielte die Figur der Tilly (im englischen Original Madge genannt) in einem Zeitraum von 1966 bis 1992.
Jan Miner war viermal verheiratet, zuletzt von 1963 bis zu dessen Tod 1998 mit dem Schauspieler und Regisseur Richard Merrell. Sie starb im Februar 2004 im Alter von 86 Jahren.

## Filmografie (Auswahl)
- 1949: Lights Out (Fernsehserie, Folge 2x03)
- 1950–1957: Robert Montgomery Presents (Fernsehserie, 28 Folgen)
- 1958–1962: Gnadenlose Stadt (Naked City, Fernsehserie, 5 Folgen)
- 1963/1964: Preston & Preston (The Defenders, Fernsehserie, 2 Folgen)
- 1966–1992: Palmolive-Werbespots
- 1968: Der Schwimmer (The Swimmer)
- 1974: Lenny
- 1974: Paul Sand in Friends and Lovers (Fernsehserie, 4 Folgen)
- 1978: One Day at a Time (Fernsehserie, Folge 3x17)
- 1980: Willie & Phil
- 1981: Endlose Liebe (Endless Love)
- 1983: Cagney & Lacey (Fernsehserie, Folge 2x11)
- 1984: Karussell der Puppen (Paper Dolls, Fernsehserie, Folge 1x01)
- 1990: Meerjungfrauen küssen besser (Mermaids)
- 1994: Law & Order (Fernsehserie, Folge 4x11 Aus freiem Entschluss)
- 1997: Remember WENN (Fernsehserie, Folge 2x10)